# 임펄스! 레코드
임펄스! 레코드(Impulse! Records)는 미국의 재즈 레코드 레이블이다. 1960년 크리드 테일러에 의해 설립되었다. 존 콜트레인은 임펄스!의 최초 계약 인물 가운데 한 명이었다. 그의 꾸준한 판매량과 긍정적인 평판 덕분에 이 레이블은 트레인이 지은 집이라는 별명을 얻게 되었다.